# سارا نرس
سارا نرس (انگلیسی: Sarah Nurse؛ زادهٔ ۴ ژانویهٔ ۱۹۹۵) بازیکن هاکی روی یخ اهل کانادا است.